# Max Takuira Mariu
Max Takuira Matthew Mariu (ur. 12 sierpnia 1952 w Taumarunui, zm. 12 grudnia 2005 w Hamilton) – nowozelandzki duchowny katolicki, biskup pomocniczy diecezji Hamilton.
Wstąpił do zakonu marystów i w 1976 złożył śluby zakonne; rok później 30 kwietnia 1977 przyjął święcenia kapłańskie w Waihi (diecezja Hamilton). Pracował jako duszpasterz w rodzinnej diecezji Hamilton, doszedł do stanowiska kanclerza kurii biskupiej i wikariusza generalnego. W styczniu 1988 Jan Paweł II mianował go biskupem pomocniczym Hamilton, nadając jednocześnie stolicę tytularną Decoriana; konsekracji dokonał 19 marca 1988 biskup Hamilton Edward Russell Gaines wraz z Patelisio Punou-Ki-Hihifo Finau (biskupem Tonga) i kardynałem Thomasem Staffordem Williamsem (arcybiskupem Wellington).
Ks. Mariu był w chwili konsekracji jako 36-latek - jednym z najmłodszych biskupów Kościoła katolickiego na świecie. Był również pierwszych rdzennym mieszkańcem Nowej Zelandii (Maorysem), wyświęconym na biskupa. Właśnie duszpasterstwu ludności maoryskiej poświęcał najwięcej uwagi w swojej pracy, uchodził za nieformalnego przywódcę społeczności. W 1994 był jednym z współkonsekratorów biskupa Tonga, Soane Lilo Foliaki.
Zmarł w grudniu 2005 po wieloletniej chorobie serca.